# U-Bahnhof Alte Heide
Der U-Bahnhof Alte Heide (Kürzel der Münchner Verkehrsgesellschaft: AH) ist ein U-Bahnhof im Stadtteil Schwabing der bayerischen Landeshauptstadt München. Er liegt an der Stammstrecke 1 der U-Bahn München und wird von der Linie U6 bedient.

## Geschichte
Der U-Bahnhof Alte Heide ist Teil der ersten Münchner U-Bahn-Strecke, die zwischen den Bahnhöfen Goetheplatz und Kieferngarten verläuft. Bis zur Eröffnung der Technischen Basis in Fröttmaning befand sich nördlich des Bahnhofes eine provisorische U-Bahn-Werkstatt. Die ursprünglich vorgesehene Name Nordfriedhof wurde noch während der Bauphase durch die heutige Bezeichnung ersetzt. Nachdem am Tag der offenen Tür der Münchner U-Bahn am 19. Oktober 1968 die ersten Züge an dem Halt verkehrten, wurde der reguläre U-Bahn-Betrieb an der Strecke am 19. Oktober 1971 aufgenommen. Wie viele Bahnhöfe an dieser Strecke wurde auch der Bahnhof Alte Heide von Paolo Nestler gestaltet.
Der nördliche Zugang wurde erst in den Jahren 2002 und 2003 gebaut. Gleichzeitig wurde ein Aufzug nachgerüstet.

## Lage und Umgebung
Der Bahnhof liegt unter der parallel verlaufenden Ungererstraße, zwischen den Einmündungen von Dietersheimer Straße und Domagkstraße. Das Wohnquartier Alte Heide, von dem der Name der Station herrührt, befindet sich westlich des Bahnhofs. Östlich von ihm liegt der Nordfriedhof. In fußläufiger Entfernung befinden sich außerdem der Nordteil des Englischen Gartens im Osten und die Parkstadt Schwabing im Westen.
In beide Richtungen folgt die Strecke dem Verlauf der Ungererstraße. Dabei erreichen die U-Bahnen stadteinwärts nach 740 Metern den U-Bahnhof Nordfriedhof, in die Gegenrichtung kommen sie unmittelbar hinter dem Bahnhof an die Oberfläche und passieren den 660 Meter entfernten U-Bahnhof Studentenstadt. Zum Bahnhof Marienplatz in der Münchner Stadtmitte sind es etwa fünf Kilometer Streckendistanz und zehn Minuten Fahrzeit.

## Bahnhofsanlage

### Aufbau
Wie die meisten U-Bahnhöfe in München verfügt der U-Bahnhof Alte Heide über einen Mittelbahnsteig, in dessen Mitte eine Säulenreihe das Bahnhofsgewölbe stützt. Während der nördliche Ausgang ohne Zwischengeschoss an die Oberfläche bei der Kreuzung von Ungerer- und Domagkstraße an die Oberfläche führt, mündet der südliche in ein Sperrengeschoss, das von beiden Seiten der Ungererstraße über insgesamt drei Aufgänge erreichbar ist. Alle Zugänge sind Fahr- und Festtreppen, darüber hinaus hat der Bahnhof an seinem Nordende einen Aufzug.

### Gestaltung
Durch die mit grauen Faserzementplatten verkleideten Hintergleiswände zieht sich das für die Stammstrecke 1 charakteristische blaue Linienband. Die Deckenverkleidung besteht aus Lamellen, wobei für die Beleuchtung Aussparungen gelassen wurden. Die quaderförmigen Säulen sind grau gefliest, der Bahnsteig ist mit schwarzen und beigen Platten ausgelegt.

## Verkehr
Die U6 verkehrt am Bahnhof alle 10 Minuten, in den Stoßzeiten alle 5 Minuten. Stadtauswärts endet etwa jede zweite U-Bahn in Fröttmaning.
An der Oberfläche hält die Metrobuslinie 50, die über die Parkstadt Schwabing nach Milbertshofen und nach Bogenhausen führt.
| Linie | Linienverlauf |
| ----- | --- |
| U6    | Garching-Forschungszentrum – (2560 m) – Garching – (1827 m) – Garching-Hochbrück – (4208 m) – Fröttmaning – (830 m) – Kieferngarten – (1431 m) – Freimann – (1087 m) – Studentenstadt – (660 m) – Alte Heide – (740 m) – Nordfriedhof – (813 m) – Dietlindenstraße – (712 m) – Münchner Freiheit – (579 m) – Giselastraße – (744 m) – Universität – (788 m) – Odeonsplatz – (640 m) – Marienplatz – (884 m) – Sendlinger Tor – (843 m) – Goetheplatz – (677 m) – Poccistraße – (624 m) – Implerstraße – (1236 m) – Harras – (837 m) – Partnachplatz – (760 m) – Westpark – (1084 m) – Holzapfelkreuth – (1050 m) – Haderner Stern – (1097 m) – Großhadern – (731 m) – Klinikum Großhadern |